# Presque rien (album de Perry Blake)
Pour les articles homonymes, voir Presque rien.
Albums de Perry Blake
Still Life
(1999) Broken Statues
(2001)
Presque rien est un mini-album du chanteur irlandais Perry Blake, sorti le 6 juin 2000 sur le label Naïve. Il rassemble 3 titres originaux composés pour le film Presque rien de Sébastien Lifshitz, ainsi que 2 titres issus de l'album Still Life.

## Liste des titres
Les cinq pistes de cet album sont :
1. Almost Nothing 5:17
2. How Can The Knower Be Known 3:03
3. The Boy Becomes A Man 4:52
4. Wise Man Blues 3:57
5. This Time It's Goodbye 3:54